# تجزئة السهم

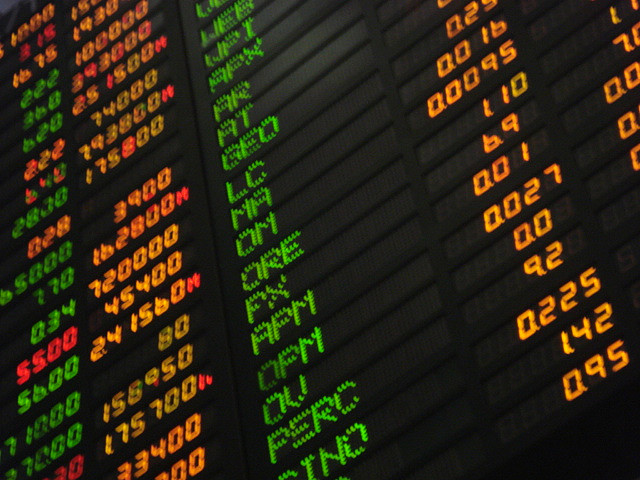

تجزئة السهم تقسيم السهم الحالي وذلك عن طريق تخفيض القيمة الاسمية للسهم، مما يؤدي إلى عدد أكبر من الأسهم المتداولة دون تأثير وتغيير في حقوق المساهمين. وغالبا ما تقوم الشركات بتقسيم أسهمها لجعلها أقل تكلفة لجذب المستثمرين. وخلافا عن إصدار أسهم جديدة، فإن تقسيم الأسهم لا ينقص من مصالح ملكية المساهمين الحاليين. على سبيل المثال: إذا كنت تملك 100 سهم في شركة تتداول بسعر 100 دولار للسهم الواحد، وتقوم الشركة بالإعلان عن تقسيم سهم واحد لكل سهم، فسوف تمتلك 200 سهم بسعر 50 دولارا للسهم على الفور بعد الانقسام. إذا دفعت الشركة توزيعات أرباح، فإن أرباحك المدفوعة للسهم الواحد سوف تنخفض بالتناسب. تلجأ الشركات إلى تجزئة أسهمها للمزيد من السيولة لأنه عندما تقل سعر الأسهم سوف يزداد عدد المعاملات المالية مما يزيد من الأموال المتداولة، والسبب الأخر هو التسعير النفسي لأنه عندما يزيد سعر السهم لمستويات عالية يعطي انطباعا للمتداول أن السهم مبالغ في سعره وليس سعره الفعلي وعند تجزئة السهم يقل سعره يأتي انطباعا نفسيا ان سعر السهم واقعي. ويحق للشركة تجزئة السهم عدة مرات كما تشاء وهذا عندما ترى أن القرار سوف يكون بصالحها.

## أثر تجزئة السهم على السعر

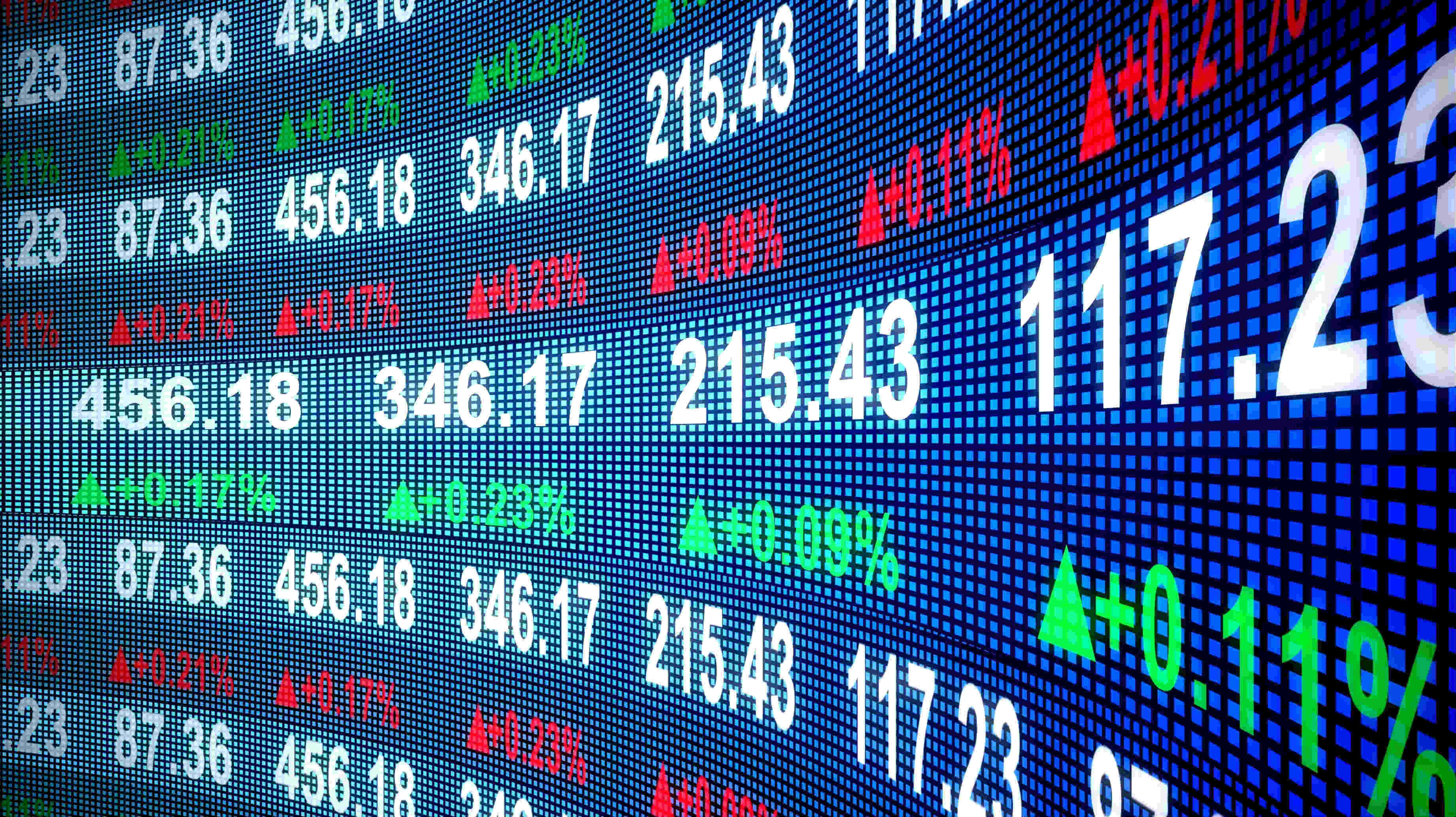
أسعار في السوق المالي

يتأثر سعر السهم في السوق المالي تناسبا عكسيا مع عملية تجزئة السهم. فعلى سبيل المثال، تجزئة السهم إلى سهمين تؤدي إلى انخفاض سعر السهم في السوق المالي إلى نصف السعر تقريبا.

## وصلات خارجية
- تجزئة الأسهم جريدة الرياض